# Bicester
Bicester é uma cidade e paróquia civil no distrito de Cherwell, situada a dezoito quilômetros no nordeste de Oxfordshire, Inglaterra. Este centro comercial histórico sofreu um dos desenvolvimentos mais rápidos em Oxfordshire e era favorecido pela sua proximidade à rodovia M40 que une Londres a localidades como Birmingham e Banbury. A cidade está ligada a Oxford, Kidlington, Brackley, Buckingham, Aylesbury e Witney.